# Проспект Космонавтов (Екатеринбург)
Проспект Космона́втов (до 1962 года — шоссе УЗТМ,Пышминское шоссе и Манежная улица) — проспект в Екатеринбурге. Идёт от улицы Челюскинцев до Екатеринбургской кольцевой автодороги (ЕКАД), в Железнодорожном и Орджоникидзевском административных районах и жилых микрорайонах Уралмаш и Эльмаш. Общая протяжённость — около 9,8 километра.

## Транспорт
Проспект является крупной автодорожной магистралью Екатеринбурга. На нём находится три станции Екатеринбургского метрополитена:
- Станция  «Машиностроителей» расположена на пересечении проспекта с улицей Фронтовых Бригад.
- Станция  «Уралмаш» расположена на перекрёстке проспекта и улиц Машиностроителей и Баумана.
- Станция  «Проспект Космонавтов» расположена на перекрёстке проспекта и улиц Старых Большевиков и Ильича. «Проспект Космонавтов» является самой северной станцией Екатеринбургского метрополитена.

По улице осуществляется также автобусное, трамвайное и троллейбусное движение, а также, частично, проходит линия Верхнепышминского трамвая.

## Пересечения с другими улицами и подземные переходы
В направлении с севера на юг Проспект Космонавтов пересекает другие крупные улицы и городские магистрали: улица Шефская, улица Бакинских Комиссаров, улица Ломоносова, улица Индустрии, улица Старых Большевиков, улица Ильича, улица Победы, улица Красных Командиров, улица Машиностроителей, улица Баумана, Улица Краснофлотцев, улица Фронтовых Бригад.

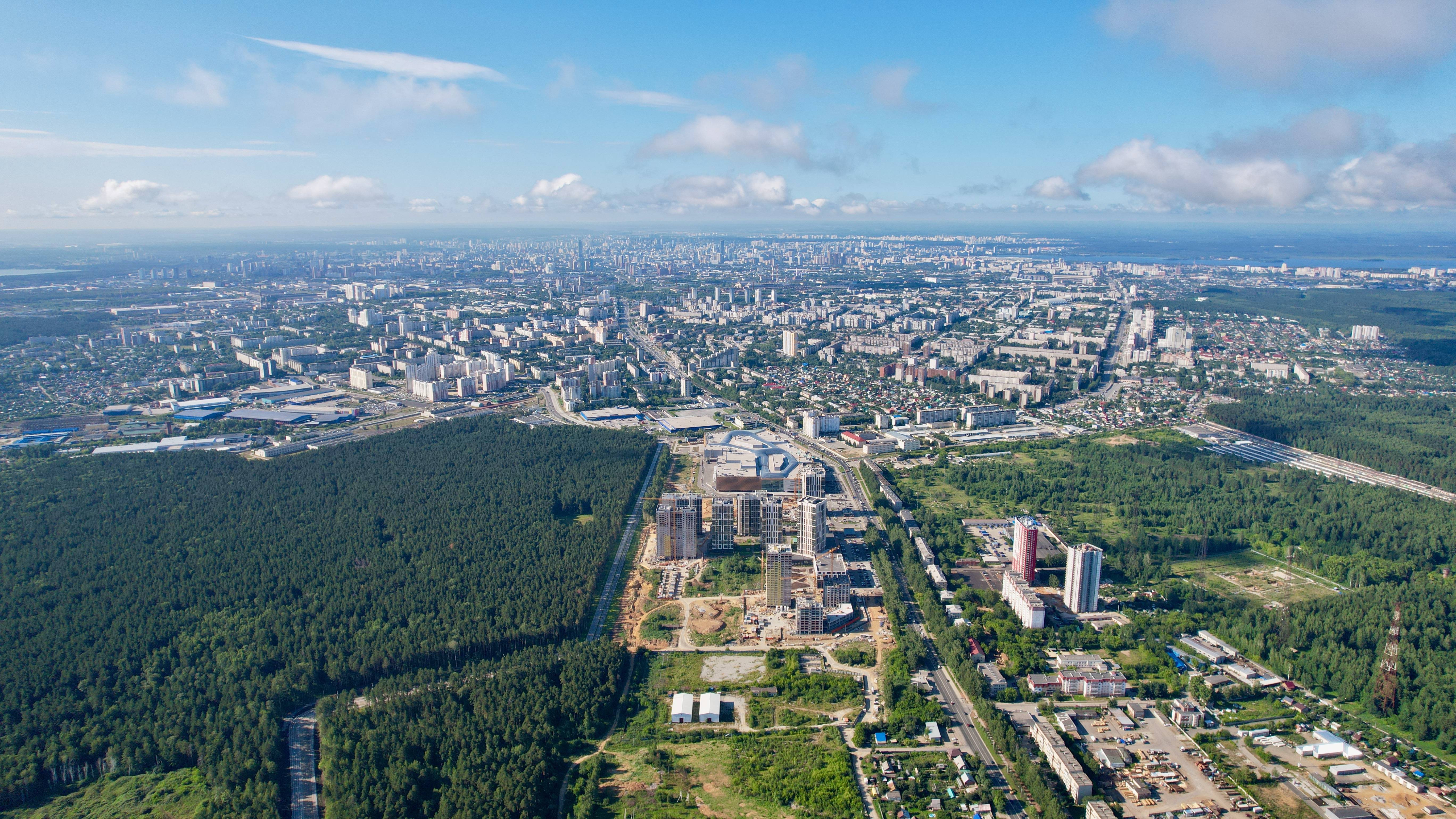
Вид на юг со стороны ЕКАД
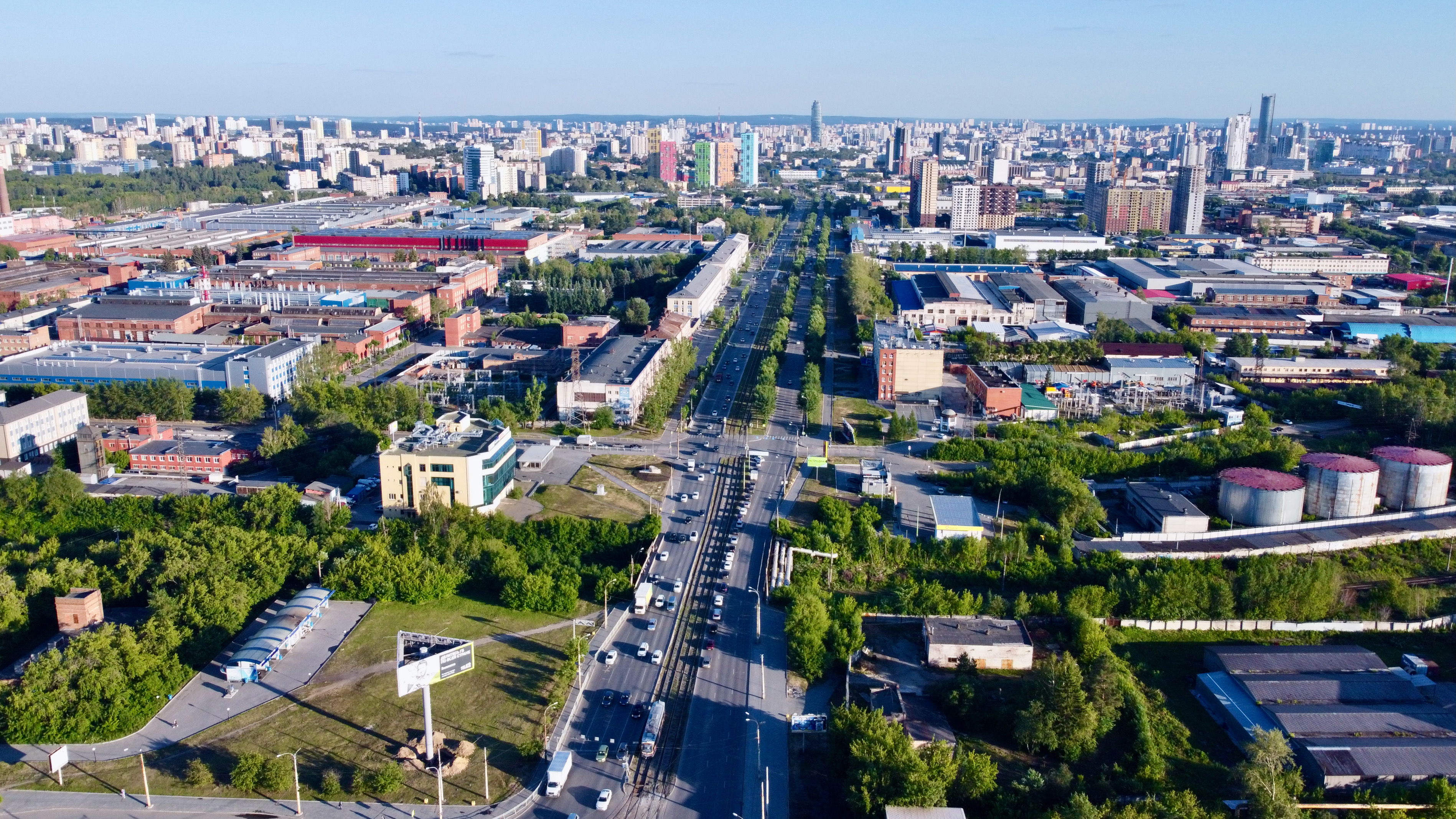
Вид на юг от ул. Фронтовых бригад
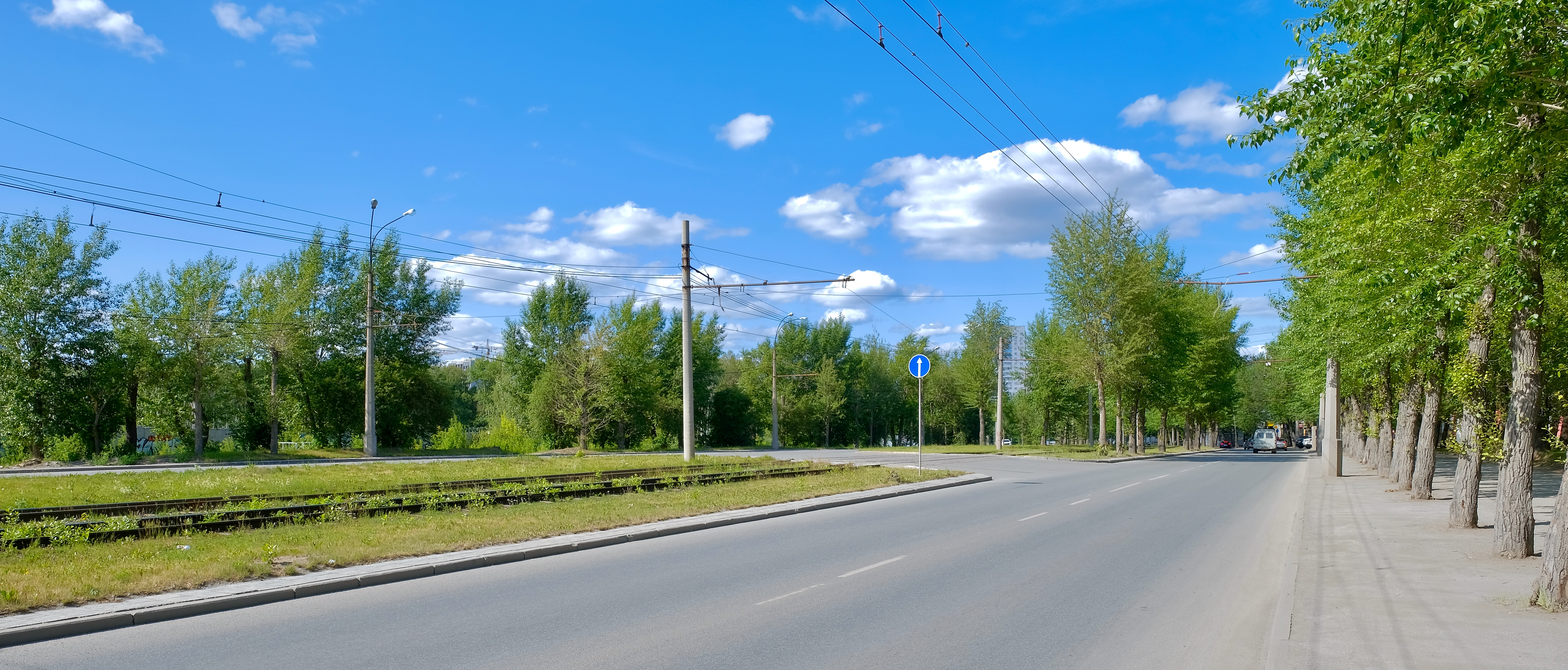
Вид на север, в сторону перекрёстка с улицей Электриков
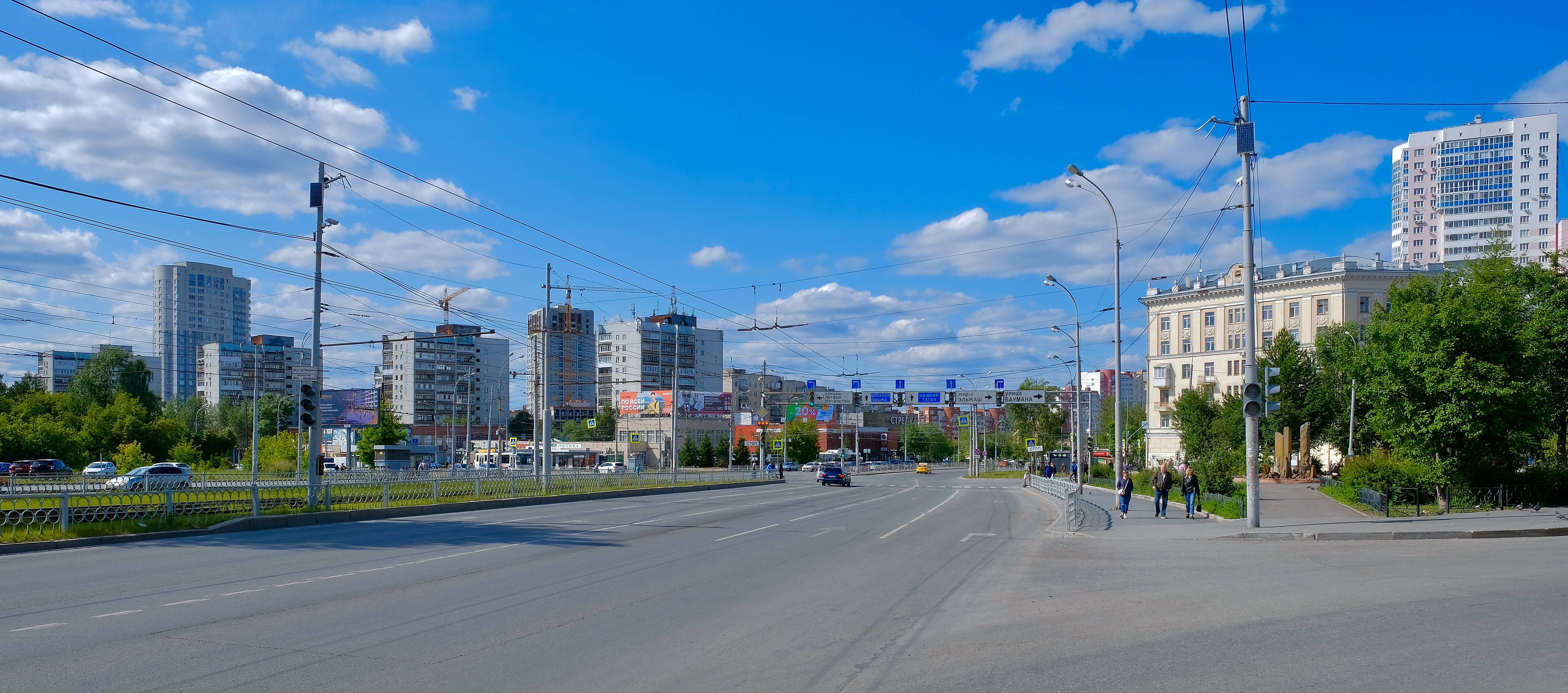
Перекрёсток с улицами Краснофлотцев и Машиностроителей (на дальнем плане)
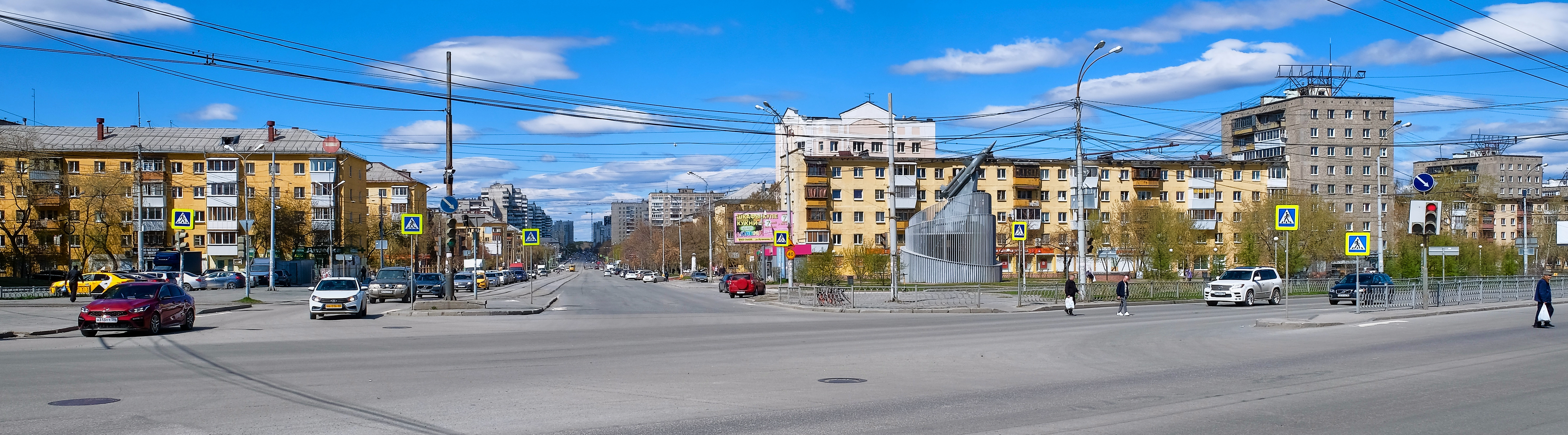
Перекрёсток с ул. Победы
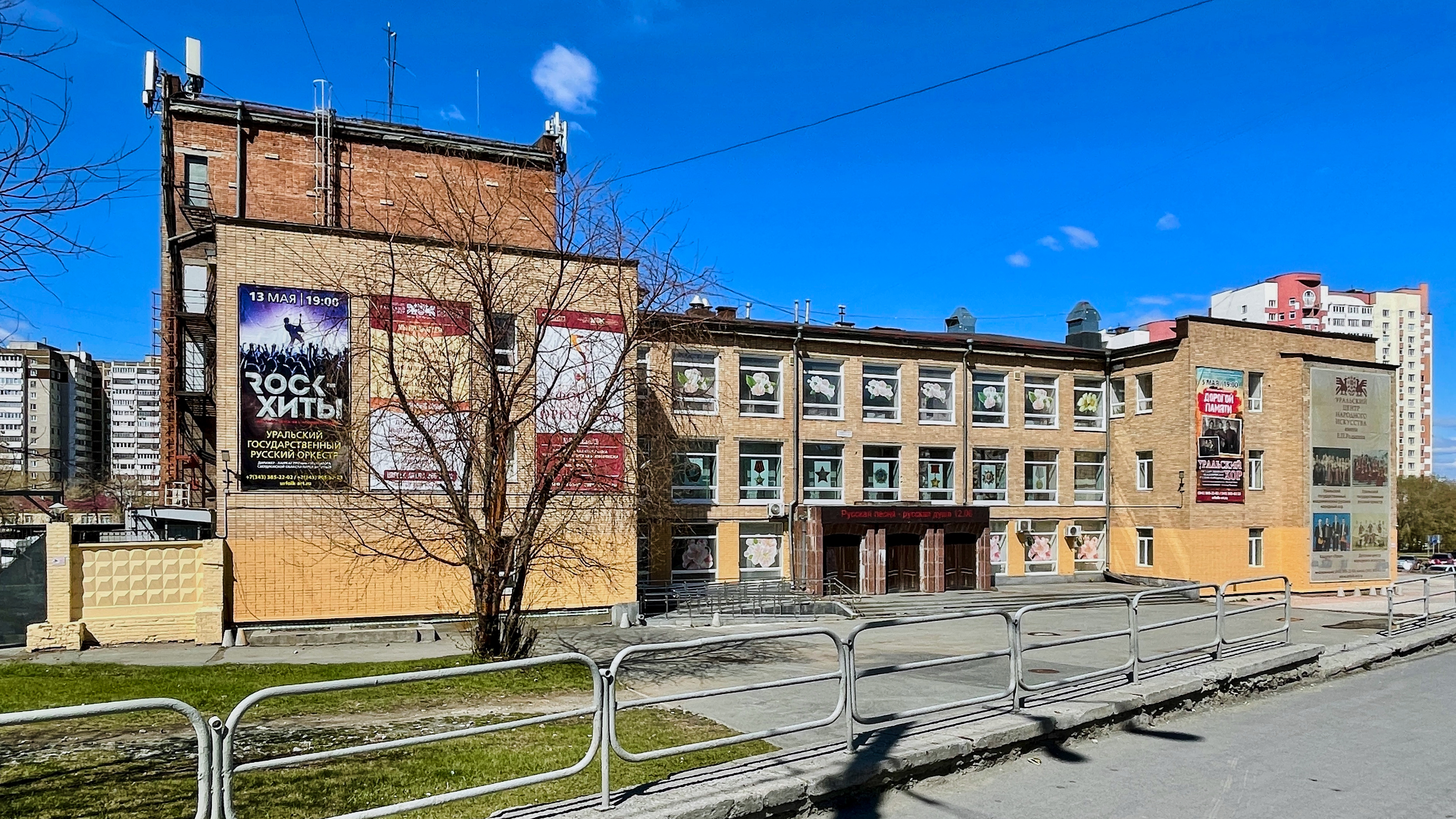
Уральский центр народного искусства (дом № 23)
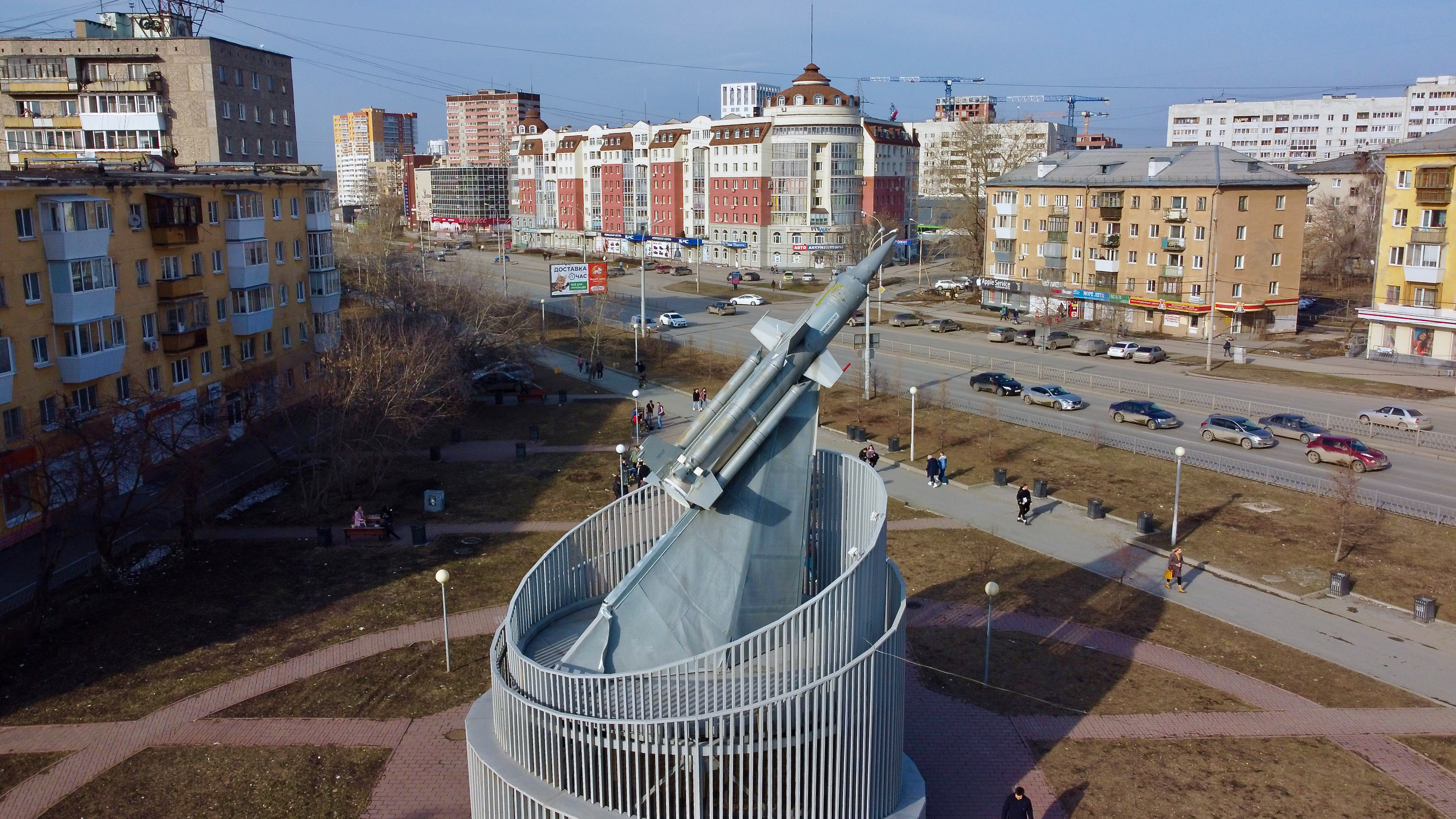
Стела в виде ракеты 3М8 в сквере им. Л. В. Люльева
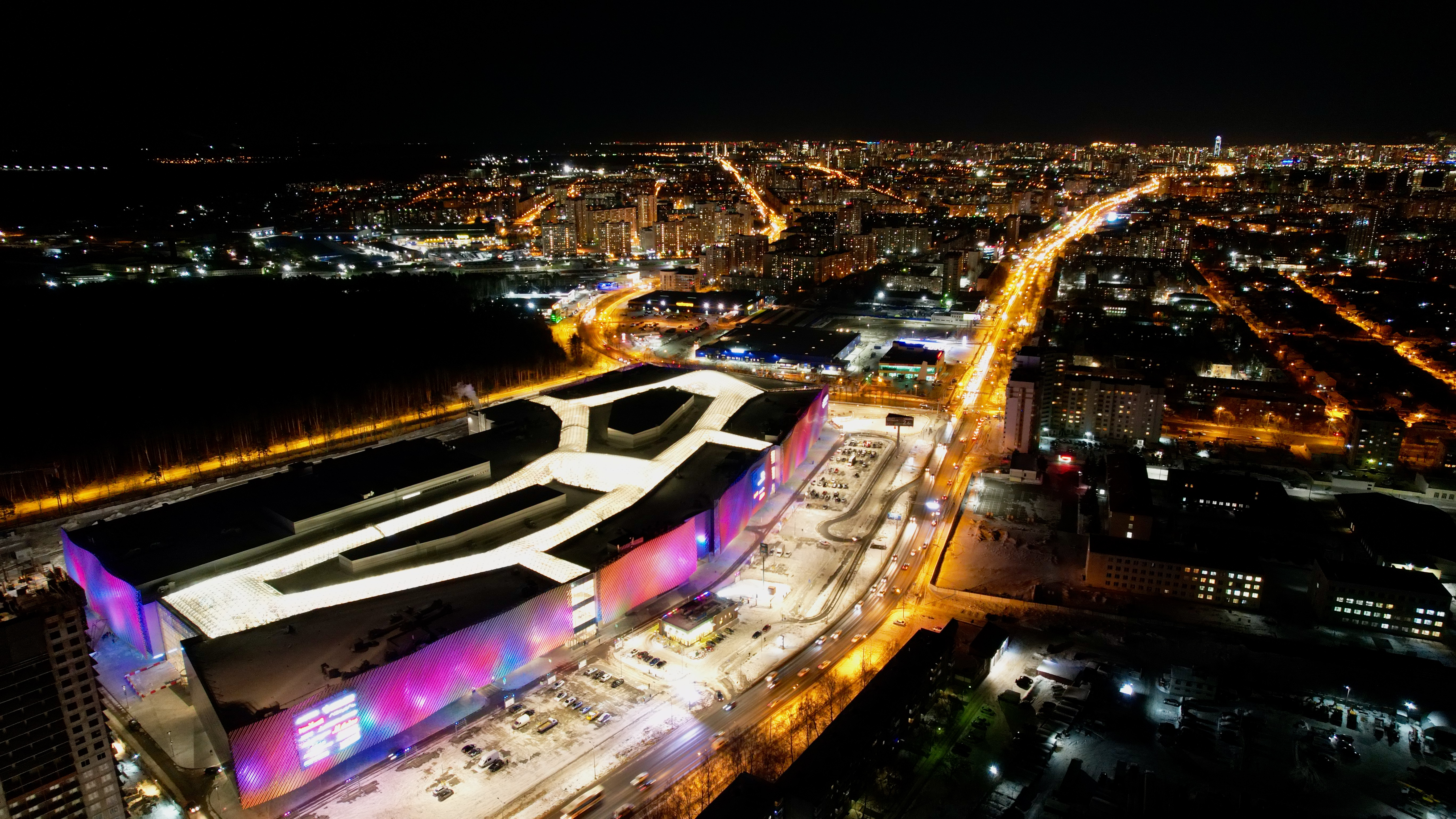
ТЦ Veer Mall